# دورجسورنگین سومیا
دورجسورنگین سومیا (انگلیسی: Dorjsürengiin Sumiyaa؛ زادهٔ ۱۱ مارس ۱۹۹۱) جودوکار اهل مغولستان است.
وی در مسابقات کشوری و بین‌المللی در مجموع برندهٔ ۶ مدال طلا، ۲ مدال نقره، ۶ مدال برنز شده‌است.